# Oberschule zum Dom
Die Oberschule zum Dom (OzD) ist ein Lübecker Gymnasium in der Innenstadt. In den denkmalgeschützten Gebäuden findet heute ein moderner neusprachlich und naturwissenschaftlich geprägter Unterricht statt. Zudem ist die Schule auch für ihre sportlichen Leistungen bekannt.

## Baugeschichte

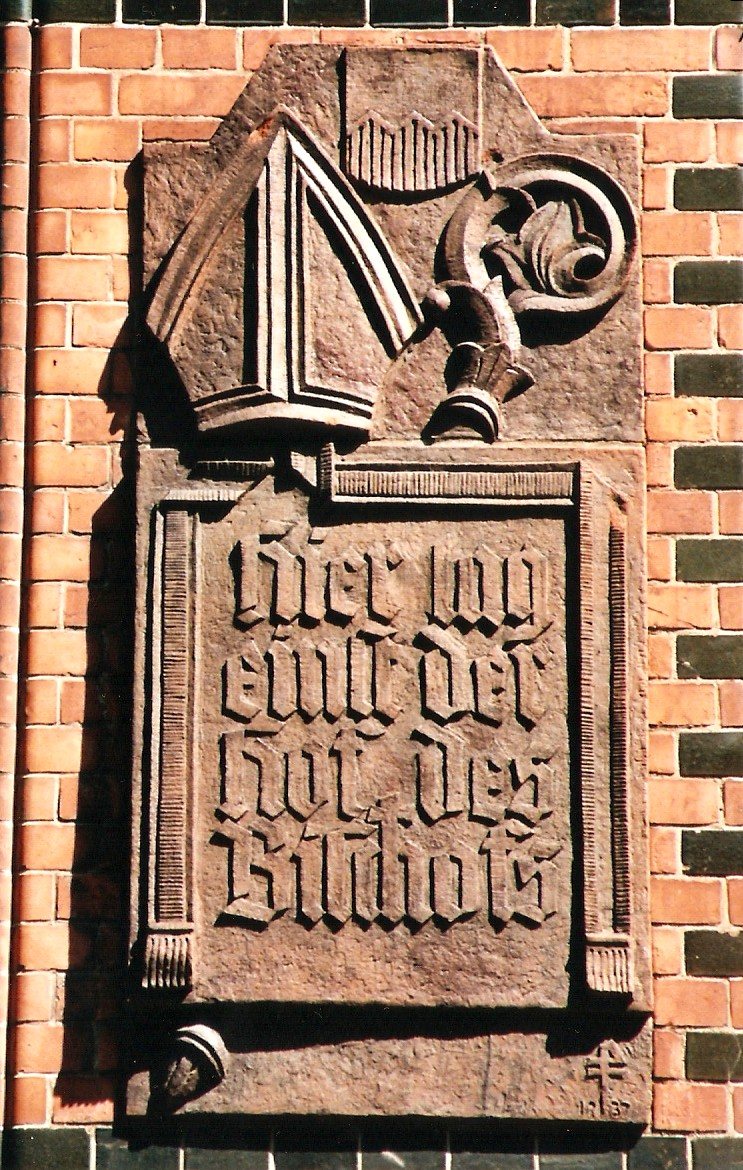
Anno 1937 angebrachter Erinnerungsstein am Platz des einstigen Bischofshofs

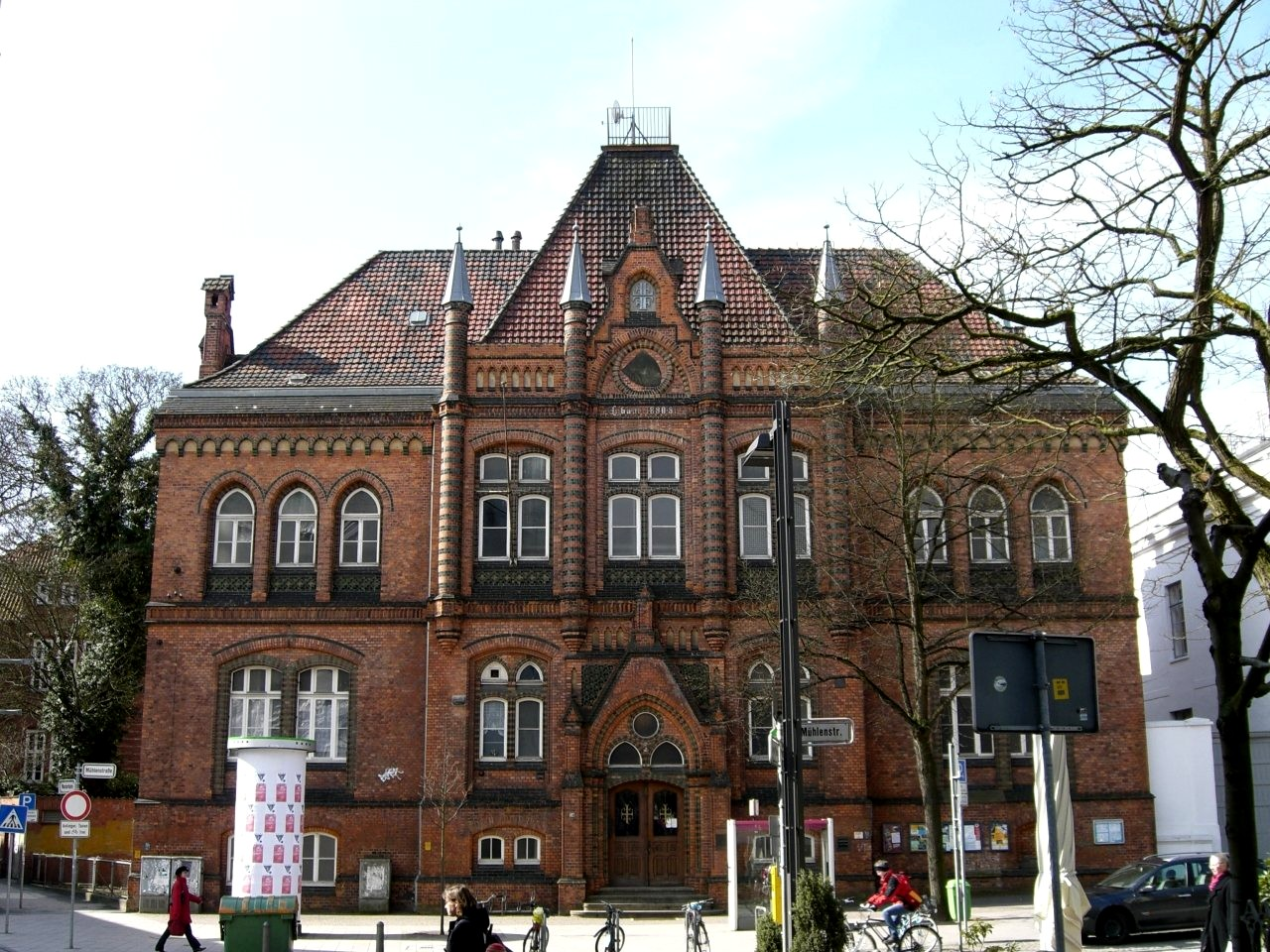
Hauptturnhalle (1891) mit dem OzD-Gebäudeflügel an der Musterbahn im linken Bildrand

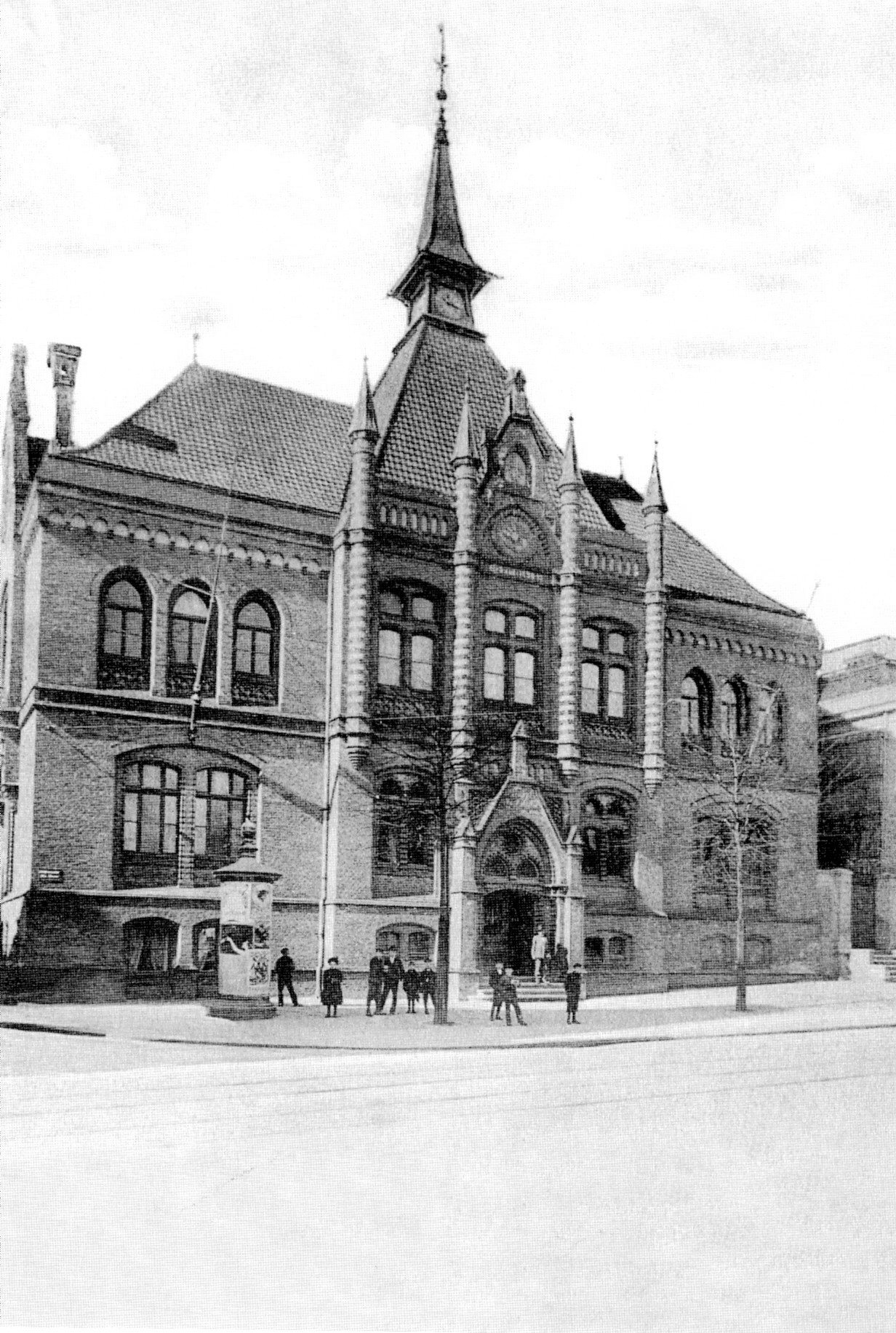
Hauptturnhalle anno 1901

Die Schule ist auf dem Gebiet des Dombezirks auf einem Grundstück einer ehemaligen Domkurie gelegen. An diesem Standort besteht mit der Domschule seit dem Mittelalter schulische Tradition. Ein Gewölbe aus dem 14. Jahrhundert erinnert noch heute daran. Der heutige Gebäudekomplex ist 1928 aus zwei älteren Schulgebäuden entstanden: aus der ehemaligen Baugewerbeschule (Baujahr 1877, Eingang zur „Dom-Volksschule“) bzw. aus der „Höheren Bürgerschule an der Musterbahn“ (Baujahr 1874), einer Realschule für Mädchen. 1928 erfolgte die Verbindung beider Schulen durch den Architekten Friedrich Wilhelm Virck, der den Verbindungstrakt (heutiger Eingangsbereich) im Stil des Backsteinexpressionismus der Zwanziger Jahre entwarf.
Nach starkem Anstieg der Schülerzahlen erfolgten umfangreiche Neubaumaßnahmen in der damaligen „Oberrealschule zum Dom“. Es wurden verschiedene naturwissenschaftliche Fachräume, ein Erdkunderaum, eine Bibliothek und eine großzügig gestaltete Aula mit Holzvertäfelungen und 900 Sitzplätzen errichtet. Zudem wurden Zeichensäle, Gymnastikräume, ein Dachgarten und ein Wintergarten auf dem ehemaligen Treppenhausturm der Mädchenrealschule an der Musterbahn eingerichtet.
Der frühere Kunsterzieher Asmus Jessen entwarf verschiedene Details der Inneneinrichtung. In der Eingangshalle entstand ein Fußbodenmosaik im expressionistischen Stil, Wand- und Deckenleuchten in Sternform, auch Vitrinen und Geländer wurden von ihm gestaltet. Innen wurden im Sinne expressionistischer Baukunst Mauerfriese aus Backstein mit mittelblauen Holztüren kombiniert. Heute fallen noch die funktionalistischen Elemente der großen Aulafenster im Stil der zwanziger Jahre auf.
Durch den Luftangriff auf Lübeck am 29. März 1942 wurde die OzD fast vollständig im Innern zerstört, wobei fast sämtliche Details der Inneneinrichtung vernichtet wurden. Die Aula erhielt im Zuge des Wiederaufbaus eine Neugestaltung im Stil der fünfziger Jahre.
Durch Mittel der Possehl-Stiftung und des kommunalen Investitionsfonds wurde die Schule im Jahr 2005 umfassend saniert. Das vollständig denkmalgeschützte Gebäude erhielt neue Fenster, neue Beleuchtungskörper und eine computergesteuerte Heizung. Im Winter wird die 1891 von Adolf Schwiening im neugotischen Stil erbaute historische ebenfalls unter Denkmalschutz stehende Hauptturnhalle in der Mühlenstraße für den Sportunterricht genutzt.
Der Schulhof wurde umgestaltet. Der Schulgarten ist durch einen Teich und eine bepflanzte Wallanlage erweitert worden. Zudem wurde ein Volley- und Basketballspielfeld im Jahr 2007 eingeweiht und ein ehemaliger Bunker zu einer Kletterwand umgewandelt.

## Erwachsenenbildung
Die Räumlichkeiten werden für berufstätige Erwachsene in Form einer Abendschule genutzt.

## Musik
Die Oberschule zum Dom bietet zahlreiche musikalische Arbeitsgemeinschaften an: Dazu zählt eine Big Band, die für Veranstaltungen gebucht werden kann. Zudem existiert ein Unterstufen- und Schulchor, bei entsprechender Nachfrage eine Musical-AG und ein Schulorchester. Bereits in der 5. Jahrgangsstufe können die Schülerinnen und Schüler Junior-Ensembles besuchen, welche sie auf die größeren Musikgruppen vorbereiten.
Eine Besonderheit ist der Chor der Lehrkräfte, Eltern und Ehemaligen, die „Schwarzrotkehlchen“. Die etwa 50 Sängerinnen und Sänger proben regelmäßig und treten bei allen Konzerten auf.

## Sport
Die OzD besitzt eine Ruderriege und zahlreiche Sport-AGs. Eine Besonderheit ist die erfolgreiche Beteiligung am Bundeswettbewerb Jugend trainiert für Olympia. Die OzD ist eine von drei Kooperationsschulen für Talentförderung im Sport des LSV in Schleswig-Holstein.

## Schulleiter
- Sebald Schwarz (1905–1925), Gründungsdirektor und deutschlandweit angesehener Reformpädagoge

## Lehrer
- Paul Brockhaus (1879–1965), Reformpädagoge
- Hans Cassebaum (1884–1952), Studienrat für Mathematik und Physik
- Georg Goebel (1909–1987), Chorleiter und Komponist
- Albert Henze (1900–1994), ab 1952 angestellter Lehrer für Deutsch, Geschichte und Leibesübungen[9]
- Asmus Jessen (1890–1977), Kunsterzieher, Maler und Grafiker
- Hans Peters (1885–1978), Maler und Grafiker
- Friedrich Reeh (1890–1965), Oberstudienrat und kommissarischer Bürgermeister Lübecks
- Lothar Stielau, Studienrat[10] behauptete das Tagebuch der Anne Frank wäre eine Fälschung[11]
- Karl Sander (1878–1938), Studienrat, wurde nach einem Disziplinarverfahren 1922 vom Katharineum an die OzD versetzt
- Hellmut Weishaupt (1895–1958), 1923 bis zur Zwangspensionierung 1933 Studienrat für Religion, Geschichte und Deutsch
- Werner Hacker (1897–1955), Schullehrer, Heimatforscher und Schriftsteller.
- Hans Wolff (1902–1943), wechselte 1933 in Kultusverwaltung
- Heinrich Dose (1912–1980), Kunsterzieher, Bildhauer

## Bekannte Schüler
- Florian Ambrosius (* 1975), Fernsehmoderator
- Michael Augustin (* 1953, Schriftsteller)
- Walther Böttcher (1901–1983), Politiker (CDU)
- Dennis Buchner (* 1977), Politiker (SPD)
- Claus Dethloff (* 1968), Sportler
- Olaf Fritsche (* 1967), Autor
- Thorsten Geißler (* 1959), Jurist und Politiker (CDU)
- Helmut Harms (1912–2011), Naturwissenschaftler und Hochschulgründer
- Hans Kripgans (1910–1996), das Auge der Lübecker Nachrichten
- Hartmut Matthäus (* 1950), Klassischer Archäologe
- Martin Nolte (* 1967), Jurist, Sportrechtler und Hochschullehrer
- Walther Schröder (1902–1973), Politiker (NSDAP)
- Fritz Schulze (1928–2017), Politiker (SPD)
- Rüdiger Schwarz (1914–1978), Landesforstmeister und Fachautor
- Hans-Jürgen Wille  (1930–2004), Musikpädagoge, Chorleiter und Kantor
- Jörg Ziercke (* 1947), Präsident des Bundeskriminalamts a. D.

## Partnerschulen
- College de l'Astarac, Mirande, Frankreich
- College Salinis, Auch, Frankreich
- Wanganui High School, Neuseeland
- Lyzeum Boleslaw Prus, Stettin, Polen